# Кореа, Дастин
Дастин Клифман Кореа Гарай (исп. Dustin Clifman Corea Garay; род. 21 марта 1992, Лос-Анджелес, Калифорния, США) — сальвадорский футболист, выступающий на позиции как полузащитника, так и нападающего.

## Клубная карьера
Кореа родился и обучался футболу в США. Там он играл за юношескую сборную страны. В её составе футболист участвовал в чемпионате мира среди юниоров в Нигерии.
В 19 лет игрок приехал в Сальвадор, где и начал свою взрослую карьеру в клубе «Атлетико Марте». Вскоре Кореа переехал в Европу. В течение трёх лет он выступал в низших дивизионах Дании и Швеции. Не сумев пробиться в сильные команды, Кореа вернулся в Сальвадор и подписал контракт с командой ФАС.
30 июля 2015 года Кореа подписал контракт с клубом Североамериканской футбольной лиги «Эдмонтон».

## Сборная
Несмотря на то, что Дастин Кореа выступал за юношескую сборную США, на взрослом уровне он решил играть за Сальвадор. За национальную команду он дебютировал в 2013 году. До этого футболист провёл два матча за молодёжную сборную страны.

## Достижения
Командные
 ФАС
- Чемпион Сальвадора: клаусура 2021